# Digoxigenina
Digoxigenina (DIG) é um esteroide encontrado exclusivamente nas flores e folhas das plantas Digitalis purpurea, Digitalis orientalis e Digitalis lanata (dedaleira).